# Virus inactivé

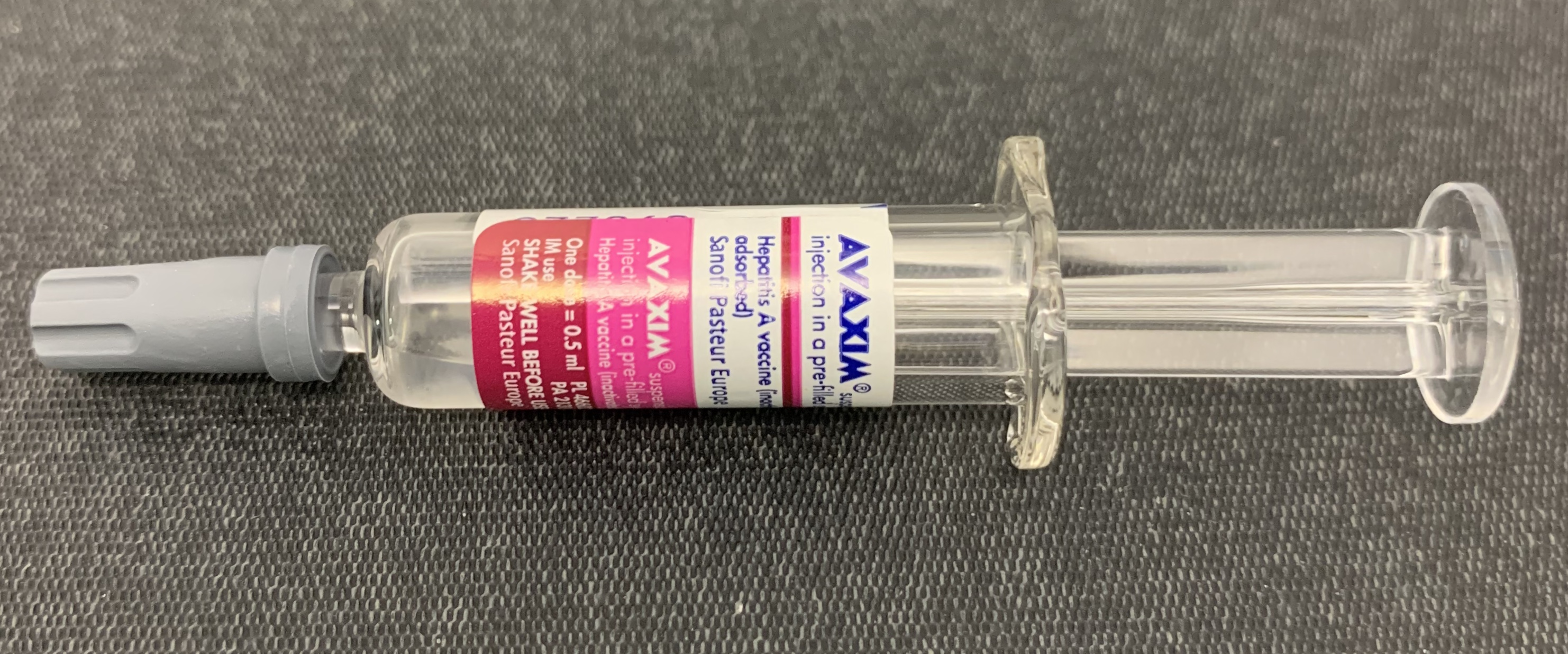
Exemple d’un Virus rendu inactif dédié à la vaccination

Un virus inactivé désigne un virus qui a été rendu inopérant par un traitement physique (chauffage, irradiation) et/ou chimique (généralement au formaldéhyde ou à la β-propiolactone). L'inactivation d'un virus est utilisée pour la production d'épitopes utilisés dans l'élaboration de certains types de vaccins. 

Cette méthode a l'avantage d'être totalement inoffensive contrairement à d'autres techniques comme l'utilisation de virus atténués. Cependant, cette technique de vaccination peut être moins efficace et nécessiter l'addition d'adjuvants, ou des rappels plus fréquents.